# Envisat
De kunstmatige satelliet Envisat (milieusatelliet; Engels: Environmental Satellite) is gebouwd door de Europese Ruimtevaartorganisatie (ESA). Hij is gelanceerd op 1 maart 2002 aan boord van een Ariane 5 in een polaire baan om de aarde op een hoogte van 790 km (+/- 10 km). Zijn baan om de aarde duurt 101 minuten met een herhalingscyclus van 35 dagen.
Envisat heeft negen observatie-instrumenten aan boord die informatie verzamelen over de aarde (land, water, ijs en atmosfeer). Verscheidene instrumenten zijn geavanceerde versies van instrumenten die ook in eerdere ERS-1 en ERS-2 missies mee werden genomen. Doel van de satelliet was het verzamelen van gegevens over oceanen en atmosfeer die inzicht gaven in de factoren die bijdragen aan klimaatverandering.
Op 8 april 2012 verloor ESA het contact met de satelliet. Ondanks verwoede pogingen om de verbinding te herstellen heeft ESA na een maand besloten om de missie te beëindigen. Desondanks heeft Envisat twee keer zo lang gewerkt als vooraf was gepland.

## Instrumenten
- ASAR (Advanced Synthetic Aperture Radar) kunnen veranderingen in hoogtemetingen waarnemen met een precisie van minder dan een millimeter.
- MERIS (MEdium Resolution Imaging Spectrometer) produceren 2-dimensionale plaatjes met een 15-bands spectrometer.
- AATSR (Advanced Along Track Scanning Radiometer) kan de temperatuur van het zeewater aan de oppervlakte bepalen.
- RA-2 (Radar Altimeter 2) is een radar die actief is in de S-band en de Ku-band en wordt gebruikt voor het meten van de topografie van de oceaan, het karteren van zee-ijs en het meten van hoogtes.
- MWR (Microwave Radiometer) voor het meten van de waterdamp in de atmosfeer en om correcties te maken voor de hoogtemeter.
- DORIS (Doppler Orbitography and Radiopositioning Integrated by Satellite) voor het bepalen van de baan van de satelliet binnen 10 cm.
- GOMOS (Global Ozone Monitoring by Occultation of Stars) bestudeert sterrenlicht dat door de atmosfeer van kleur verandert, en die daardoor iets zegt over de samenstelling van de atmosfeer, waaronder de hoeveelheid ozon.
- MIPAS (Michelson Interferometer for Passive Atmospheric Sounding) is een andere spectrometer
- SCIAMACHY (SCanning Imaging Absorption SpectroMeter for Atmospheric CHartographY) vergelijkt licht van de zon met licht dat teruggekaatst wordt door de aarde. Hieruit is informatie af te leiden over de samenstelling van de atmosfeer, waaronder het gehalte aan stikstofdioxide.